# Беленка
Беленка — село в Краснопартизанском районе Саратовской области России в составе сельского поселения Рукопольское муниципальное образование. 
Население — 207 человек.

## История
В Списке населённых мест Самарской губернии по данным 1859 года населённый пункт упомянут как казённая и удельная деревня Белинькая Николаевского уезда при реке Большой Иргиз, расположенная в 13 верстах от уездного города Николаевска по левую сторону просёлочного тракта из Николаевска в Новоузенск. В деревне имелось 126 дворов, проживали 542 мужчины и 550 женщины.
После крестьянской реформы деревня была включена в состав Каменской волости. Согласно Списку населённых мест Самарской губернии по сведениям за 1889 год в селе Белинькое насчитывались 243 двора, проживали 1329 человек (бывшие казённые крестьяне, преимущественно русские, православные и старообрядцы). В селе имелись церковь и 12 ветряных мельниц. 
Согласно Списку населённых мест Самарской губернии 1910 года в селе Беленка проживали 780 мужчин и 625 женщин (256 дворов). Функционировали церковь, церковно-приходская школа, 8 ветряных мельниц. Земельный надел составлял 4795 десятин удобной и 99 десятин неудобной земли.

## Физико-географическая характеристика
Село находится в Заволжье, на левом берегу реки Большой Иргиз, на высоте около 25—30 метров над уровнем моря. Почвы: в пойме Иргиза — пойменные нейтральные и слабокислые, выше поймы — чернозёмы южные.
Село расположено примерно в 25 км по прямой в северо-восточном направлении от районного центра рабочего посёлка Горный и 9 км в юго-западном направлении от города Пугачёв. По автомобильным дорогам расстояние до районного центра составляет 38 км, до областного центра города Саратов — 260 км, до Самары — также около 260 км.
Часовой пояс
Беленка, как и вся Саратовская область, находится в часовой зоне МСК+1. Смещение применяемого времени относительно UTC составляет +4:00.

## Население
Динамика численности населения по годам:
| Годы      | 1859 | 1889 | 1897 | 1910 | 2002 |
| --------- | ---- | ---- | ---- | ---- | ---- |
| Население | 1092 | 1329 | 1335 | 1405 | 250  |

| 2002 | 2010 |
| ---- | ---- |
| 250  | ↘207 |

Национальный состав
Согласно результатам переписи 2002 года русские составляли 70 % населения села.